# 川辺浄長
川辺 浄長（かわべ の きよなが、生没年不詳）は、奈良時代の貴族。姓は朝臣。官位は従五位下・安芸介。

## 経歴
光仁朝末期の宝亀11年（780年）従五位下に叙爵する。桓武朝の延暦元年（782年）8月に三国広見の後任として主油正に任官すると、延暦2年（783年）3月に忌部人上に官職を譲るが、翌延暦3年（784年）4月には再度主油司に任ぜられている。延暦4年（785年）安芸介に補せられた。

## 官歴
『続日本紀』による。
- 時期不詳：正六位上
- 宝亀11年（780年） 12月21日：従五位下
- 延暦元年（782年） 8月25日：主油正
- 延暦2年（783年） 3月12日：去主油正?
- 延暦3年（784年） 4月2日：主油正
- 延暦4年（785年） 10月12日：安芸介